# Kimberly Hill

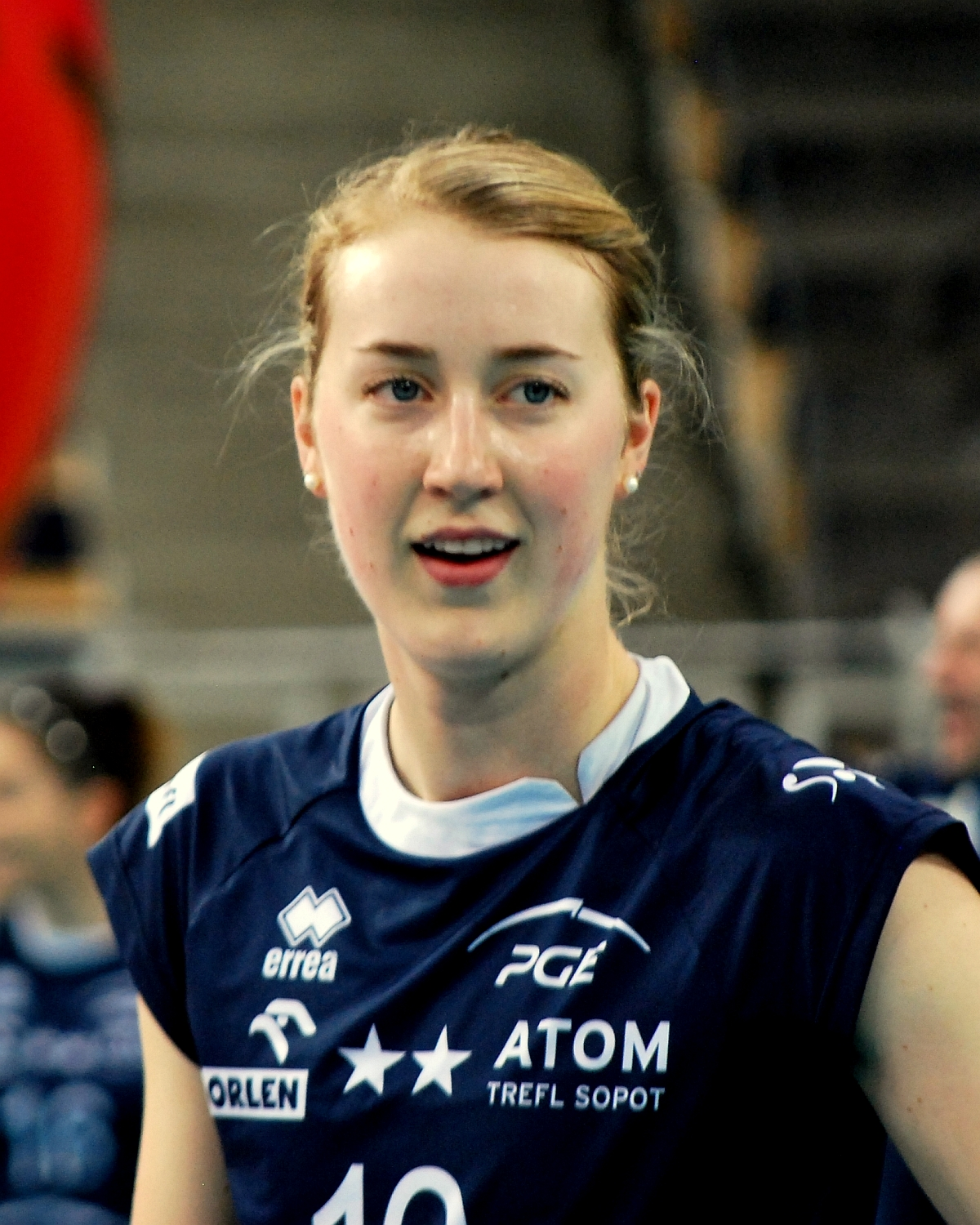
Kimberly Hill zawodniczką Atomu Trefl Sopot

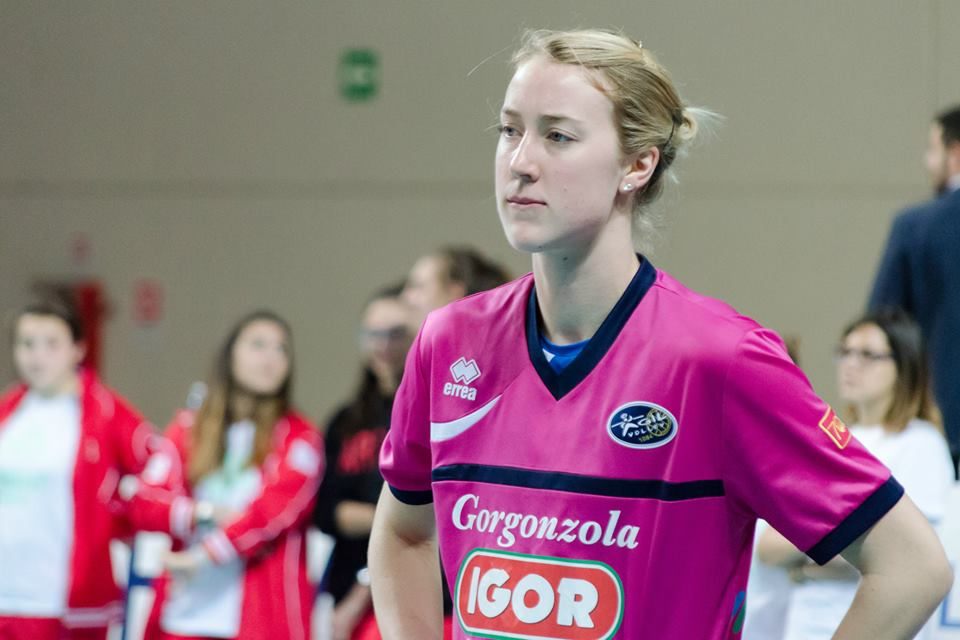
Kimberly Hill zawodniczką Igor Gorgonzoli Novara

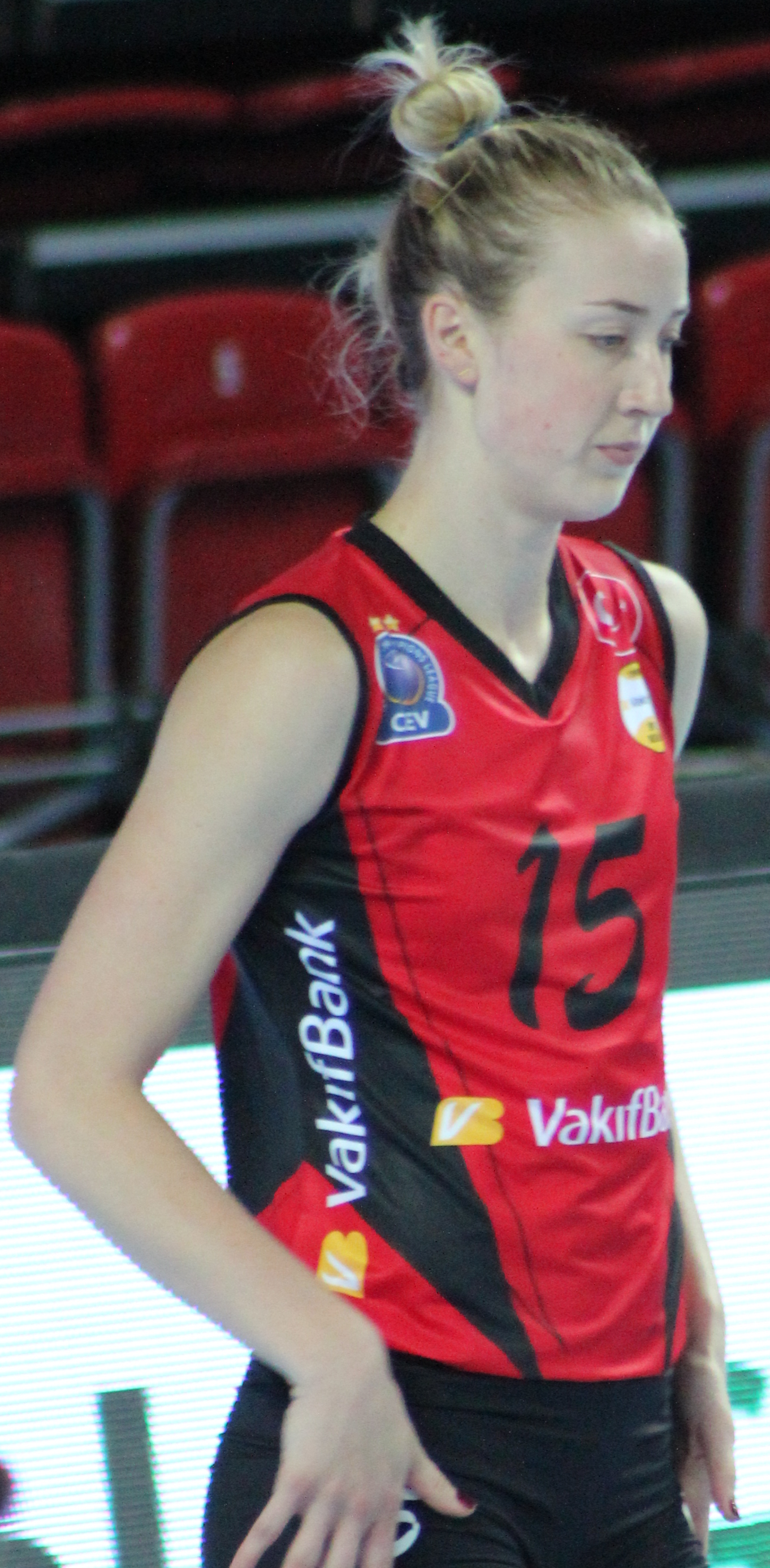
Kimberly Hill zawodniczką VakıfBanku Stambuł

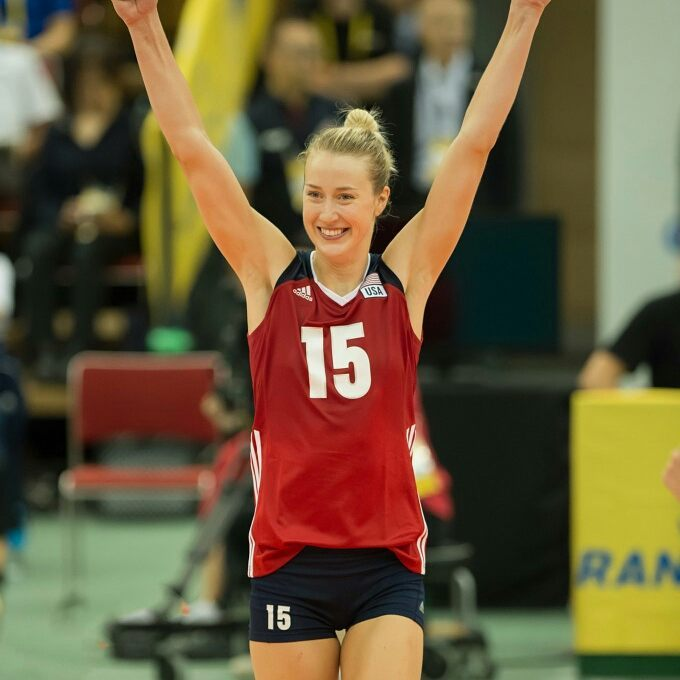
Kimberly Hill reprezentantką Stanów Zjednoczonych

Kimberly Hill (ur. 30 listopada 1989 w Portland) – amerykańska siatkarka, reprezentantka kraju, grająca na pozycji przyjmującej. 

## Życie prywatne
Jej rodzicami są Bradd i Terri Hill. Hill ma 3 starsze siostry: Shelbę, Caitlin oraz Kelsey.

## Kariera
W 2008 ukończyła Christian High School w Portland, a następnie studiowała na Pepperdine University. Hill uprawia również siatkówkę plażową. W 2013 otrzymała pierwsze powołanie do kadry Stanów Zjednoczonych od Karcha Kiralyego na Grand Prix 2013. W lipcu 2013 podpisała kontrakt z drużyną ORLEN Ligi Atomem Treflem Sopot.

## Sukcesy klubowe
Mistrzostwo Polski
- 2014

Puchar Włoch:
- 2015,  2020, 2021

Mistrzostwo Włoch:
- 2018, 2019, 2021
- 2015

Liga Mistrzyń:
- 2017, 2021
- 2016, 2019
- 2018

Mistrzostwo Turcji:
- 2016
- 2017

Klubowe Mistrzostwa Świata:
- 2017, 2019
- 2016

Superpuchar Włoch:
- 2018, 2019, 2020

## Sukcesy reprezentacyjne
Puchar Panamerykański:
- 2013

Mistrzostwa Ameryki Północnej, Środkowej i Karaibów:
- 2013
- 2019

Puchar Wielkich Mistrzyń:
- 2013
- 2017

Volley Masters Montreux:
- 2014

Mistrzostwa Świata:
- 2014

Grand Prix:
- 2015
- 2016

Puchar Świata:
- 2019
- 2015

Igrzyska Olimpijskie:
- 2020
- 2016

Liga Narodów:
- 2018, 2021

## Nagrody indywidualne
- 2014: MVP i najlepsza przyjmująca Mistrzostw Świata[4]
- 2016: Najlepsza przyjmująca Final Four Ligi Mistrzyń
- 2016: Najlepsza przyjmująca Grand Prix
- 2017: Najlepsza przyjmująca Final Four Ligi Mistrzyń
- 2018: Najlepsza przyjmująca Final Four Ligi Mistrzyń
- 2019: Najlepsza przyjmująca Mistrzostw Ameryki Północnej, Środkowej i Karaibów
- 2019: Najlepsza przyjmująca Klubowych Mistrzostw Świata